# Josefo eslavo

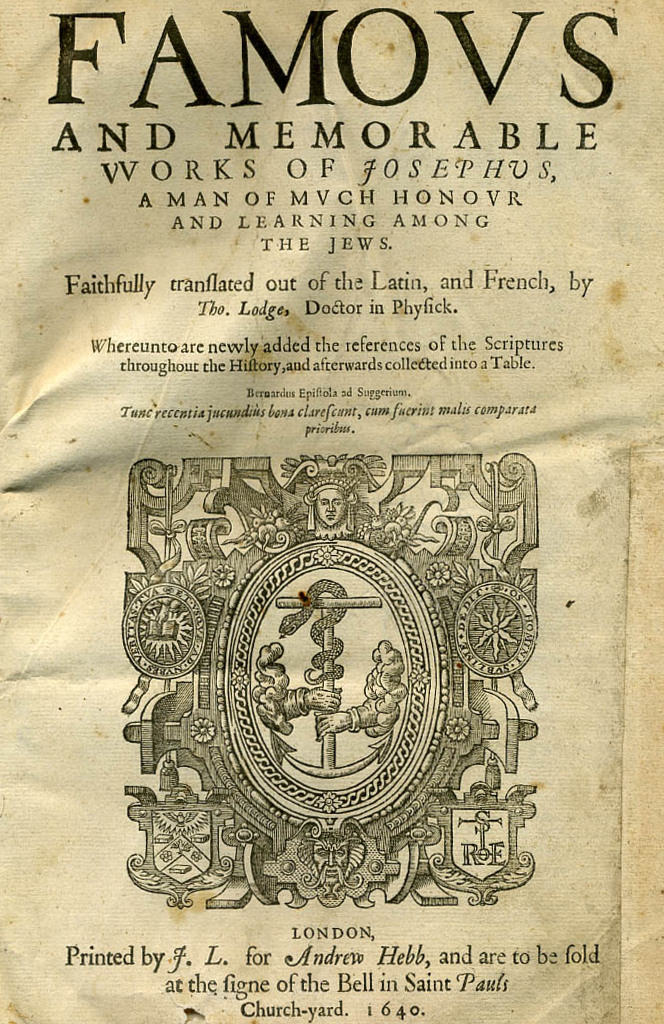
Una edición de 1640 de las Obras de Josefo.

Josefo eslavo se refiere a un conjunto de manuscritos que antiguamente se atribuyeron al historiador judío Flavio Josefo, pero que desde entonces han sido, en su mayoría, desacreditados.
Josefo escribió todas sus obras sobrevivientes después de su establecimiento en Roma (c. 71 d. C.), bajo el patrocinio del emperador flaviano Vespasiano. Sin embargo, como es común en los textos antiguos, no hay manuscritos sobrevivientes existentes de las obras de Josefo que se puedan fechar antes del siglo XI, y los más antiguos de todos estos son minúsculas griegas, copiadas por los monjes cristianos. Los judíos no conservaron los escritos de Josefo porque lo consideraban un traidor. De los cerca de 120 manuscritos griegos existentes de Josefo, 33 son anteriores al siglo XIV.
Las referencias a Jesús por parte de Josefo que se encuentran en los libros 18 y 20 de Antigüedades judías no aparecen en cualquier otra versión de La guerra de los judíos (también de Josefo) a excepción de una versión eslava del Testimonium Flavianum (a veces llamada Testimonium Slavonium) que apareció en occidente a principios del siglo XX, después de su descubrimiento en Rusia a finales del siglo XIX.
La existencia de los documentos que llevaron al descubrimiento del Josefo eslavo fue llevada a la luz por primera vez por A. N. Popov en Rusia en 1866. En 1879 I. Sreznevski señaló que el idioma utilizado no era búlgaro o serbio, sino comparable a las crónicas rusas. Casi al mismo tiempo que Sreznevski, el tema también fue estudiado por E. Barsov y para finales del siglo XIX, el conocimiento de la existencia de los documentos llegó a occidente a través de su mención por Niese y Destinon en 1894. El estudioso estonio Alexander Berendts publicó una traducción al alemán en 1906 y propuso la teoría de que la versión eslava se había derivado del arameo original de Josefo. Sin embargo, Paul L. Maier señala que el Josefo eslavo incluye «tantas adherencias sensacionalistas» que los eruditos más modernos lo consideran como traducción de gran colorido y parafraseada, y no consideran que sea fiel al original arameo.
El Josefo eslavo fue defendido en 1926 como auténtico por Robert Eisler y más tarde fue apoyado por George Williamson. Robert Van Voorst afirma que, aparte de controvertido libro de Eisler y las declaraciones de Williamson, «no se ha hecho ninguna defensa sólida» a favor de la autenticidad del Josefo eslavo. Henry Leeming afirma que Eisler en ocasiones utilizó materiales insuficientemente fundamentados que luego fueron desacreditados, y añade que los intentos filológicos de Eisler para revertir la traducción del antiguo ruso al griego demostraron ser «extremadamente frágiles». Van Voorst afirma que el contenido de los pasajes en el Josefo eslavo muestran que «son composiciones cristianas y que no proporcionan una auténtica alternativa textual al principal Testimonium Flavianum».
En 1948 Solomon Zeitlin argumentó que el Josefo eslavo fue compuesto con el propósito de dar una versión cristiana de Josefo en griego. En 1971 G. A. Wells argumentó que la existencia de interpolaciones cristianas dentro de la versión eslava de La guerra de los judíos indica que otras obras de Josefo también contienen interpolaciones cristianas.
Steven B. Bowman afirma que la consideración del Josefo eslavo debe retirarse de las discusiones académicas del siglo I, ya que sólo se refiere a los elementos macedonios de los siglos X y XI. La Cambridge History of Judaism afirma que la versión eslava incluye declaraciones que Josefo apenas habría podido escribir, y que la opinión académica reciente desestima el Josefo eslavo como menos que auténtico, considerándolo como una creación del siglo XI en una lucha ideológica contra los jázaros. Van Voorst señala que el Josefo eslavo en ocasiones se centra en culpar a Pilato y a los judíos, hasta el punto de sugerir que fueron los judíos y no los romanos quienes crucificaron a Jesús.
Louis Feldman afirma que la cuestión de que «Josefo es el autor de las adiciones y modificaciones en la versión eslava» por lo general ha recibido una respuesta negativa. Craig A. Evans afirma que aunque algunos estudiosos en el pasado apoyaron al Josefo eslavo, «que yo sepa, nadie cree hoy que contienen algo de valor para la investigación de Jesús».